# Faustyn Piasek
Faustyn Piasek (ur. 16 lutego 1877 w Głowaczowie, zm. 31 października 1955) – nauczyciel, muzyk-instrumentalista i kompozytor, dramaturg i poeta, rzeźbiarz i malarz, autor wielu książek do nauki muzyki, zasłużony działacz w Płocku. Twórca trójdźwiękowej metody nauki śpiewu, którą wykorzystywano na lekcjach śpiewu w całej Polsce.

## Życiorys
Faustyn Piasek urodził się w 1877 roku w Głowaczowie w rodzinie chłopskiej. W latach 1892–1898 studiował muzykę w Warszawskim Instytucie Muzycznym. Ukończył wydział dyrygentury i uzyskał dyplom kapelmistrza orkiestr dętych. Pracował jako kierownik i kapelmistrz w Starachowicach, a potem jako dyrygent chóru i orkiestry wojskowej w Łucku. Od 1900 roku do 1915 roku był nauczycielem muzyki i śpiewu w Seminarium Nauczycielskim w Wymyślinie. Tu rozwinął działalność patriotyczną przeciw polityce rusyfikacji. Uczestniczył w strajku szkolnym 1905–1906 roku. W 1913 roku w czasie koncertu orkiestry odegrano pieśń Jeszcze Polska nie zginęła. Orkiestrą dyrygował Faustyn Piasek. Przeprowadzono w tej sprawie śledztwo. Prowadzącym śledztwo wytłumaczono, że odegrano utwór muzyczny pt. Marsz gwardii cesarskiej pułku ułanów, który był zamieszczony w rosyjskim albumie z nutami. Obie pieśni były do siebie bardzo podobne. Faustyn Piasek jako pierwszy założył w domu w Wymyślinie elektryczne oświetlenie. Następnie założono je w niektórych izbach w budynkach seminarium i w klasztorze. W czasie I wojny światowej ewakuowano go z rodziną do Rosji. W 1921 roku powrócił do Polski i osiedlił się w Płocku. Pracował jako nauczyciel muzyki w Państwowym Seminarium Nauczycielskim Męskim im. B. Krzywoustego, a także w szkole żeńskiej. Był aktywnym działaczem Towarzystwa Naukowego Płockiego. Pełnił funkcję prezesa Towarzystwa Muzycznego. Prowadził orkiestry i chóry. Opracowywał śpiewniki szkolne i audycje muzyczne dla Polskiego Radia. Opracował metodę nauki śpiewu opartą na trójdźwięku. Napisał muzykę i opracował pieśni ludowe do sztuki scenicznej Wesele na Kurpiach Władysława Skierkowskiego. Był twórcą Suity Kurpiowskiej. Opracował i ogłosił drukiem w 1939 roku w Płocku pracę Materiały do dziejów Seminarium Nauczycielskiego w Wymyślinie (1867–1916).

## Ordery i odznaczenia
- Srebrny Krzyż Zasługi (9 listopada 1932)[5]

## Publikacje
- Radość Życia Śpiewnik Szkolny  (Warszawa 1947)

## Upamiętnienie
W Płocku, na osiedlu Międzytorze znajduje się ulica Faustyna Piaska.